# Caja (náutica)
En náutica, la palabra caja empleada en múltiples acepciones, en general designa todo espacio o hueco destinado a contener algo, así como la envoltura o forro que defiende cualquier parte de una máquina.

## Caja de agua
Es el espacio dispuesto en la proa, por la parte interior, limitado por un reparo o atajadizo de altura conveniente, puesto de babor o estribor, que sirve para contener el agua que puede entrar por los escobenes.
Se llama también caja de agua al compartimento estanco que se emplea, bien para lastre de agua o para contener mercancías.

## Caja de aire de un bote salvavidas
Cada uno de los espacios limitados y herméticamente cerrados que tales embarcaciones llevan para asegurar su flotación.

## Caja de bombas
Envoltura o cajón de tablones sólidos o de planchas de hierro, que en los buques rodea las bombas de achique para defender de choques aquellos aparatos. 
La caja de bombas se eleva generalmente desde las varengas hasta la cubierta alta.

## Caja de cadenas
Pequeño pañol formado en la bodega con planchas de hierro para contener las cadenas de las anclas.

## Caja de guardines
Defensas comúnmente de madera que se colocan a lo largo de la carrera seguida por los guardines del timón, principalmente la pasar de una a otra cubierta.

## Caja del farol del pañol de pólvora
Hornacina o pequeño compartimento dispuesto en uno de los mamparos que forman el pañol de pólvora, y que sirve para colocar, desde la parte exterior, el farol  cuando precisa iluminar aquel espacio. 
Va forrada interiormente de plancha metálica y cerrada con cristal, defendida por tela metálica, por la parte que da al pañol.